# Associação Caramuru Vôlei
L'Associação Caramuru Vôlei è una società pallavolistica brasiliana, con sede a Castro: milita nel campionato brasiliano di Superliga Série A.

## Storia
L'Associação Caramuru Esportes de Castro viene fondata nel 2013, all'interno dell'omonima società polisportiva, dando una struttura societaria alle attività pallavolistiche svolte nella città di Castro fin dal 2004. Partecipa al suo primo torneo professionistico in occasione della Superliga Série B 2016, classificandosi al primo posto e centrando la promozione in Superliga Série A.
Fa il suo esordio nella massima divisione nazionale nella stagione 2016-17, che conclude all'undicesimo posto in classifica e retrocede immediatamente in serie cadetta: partecipa quindi alla Taça Ouro 2017, torneo che assegna un posto in massima serie, arrivando al secondo posto, alle spalle del São Bernardo; tuttavia, grazie alla rinuncia del Bento Gonçalves, rientra immediatamente in Superliga Série A, partecipandovi nella stagione seguente, dopo aver cambiato denominazione in Associação Caramuru Vôlei, trasferendosi a Ponta Grossa, nell'estate del 2017.
Al termine delle annate 2018-19 e 2019-20, nonostante due retrocessioni, resta in Superliga Série A beneficiando delle rinunce rispettivamente del Botafogo e del VBCE, ma retrocede nuovamente alla fine del campionato 2020-21, dopo essere rientrato a Castro. In questi anni si aggiudica inoltre il Campionato Paranaense in quattro occasioni (2016, 2017, 2018, 2020).

## Rosa 2020-2021
| N° | Nome               | Ruolo | Data di nascita   | Nazionalità sportiva |
| -- | ------------------ | ----- | ----------------- | -------------------- |
| 1  | Leandro Silveira   | S     | 21 gennaio 1998   | Brasile              |
| 2  | Tiago Windmoller   | P     | 10 luglio 1997    | Brasile              |
| 3  | Reynaldo Green     | O     | 27 aprile 1992    | Brasile              |
| 4  | Allan Guimarães    | C     | 7 novembre 1997   | Brasile              |
| 5  | Marcos da Silva    | L     | 31 agosto 2000    | Brasile              |
| 7  | Pedro Farago       | P     | 19 aprile 1998    | Brasile              |
| 8  | Leonardo da Silva  | S     | 31 dicembre 1996  | Brasile              |
| 9  | Renan Macedo       | O     | 18 settembre 1996 | Brasile              |
| 10 | Guilherme de Souza | S     | 1º gennaio 1997   | Brasile              |
| 11 | Pedro Militão      | C     | 27 gennaio 1997   | Brasile              |
| 12 | Ruyther Tesoura    | O     | 30 maggio 1998    | Brasile              |
| 14 | Vitor Florindo     | C     | 23 gennaio 1997   | Brasile              |
| 16 | Jó Maurício Neto   | P     | 11 dicembre 2000  | Brasile              |
| 17 | Matheus Figur      | C     | 17 aprile 1997    | Brasile              |
| 18 | Raphael da Fonseca | L     | 6 giugno 1988     | Brasile              |
| 20 | Jailton Leal       | S     | 23 settembre 1993 | Brasile              |

## Palmarès
- Campionato Paranaense: 4

2016, 2017, 2018, 2020

## Denominazioni precedenti
- 2013-2017: Associação Caramuru Esportes de Castro